# NGC 3639
NGC 3639 је спирална галаксија у сазвежђу Лав која се налази на NGC листи објеката дубоког неба.
Деклинација објекта је + 18° 27' 31" а ректасцензија 11h 21m 35,5s. Привидна величина (магнитуда) објекта NGC 3639 износи 13,3 а фотографска магнитуда 14,2. NGC 3639 је још познат и под ознакама UGC 6374, MCG 3-29-36, CGCG 96-32, ARAK 289, PGC 34819.